# Parlament Maroka
Parlament Królestwa Marokańskiego – dwuizbowy parlament, organ władzy ustawodawczej w Królestwie Marokańskim. W skład parlamentu wchodzą Izba Reprezentantów jako izba niższa oraz Izba Radców jako izba wyższa. Liczbę członków Izb określa Konstytucja Królestwa Maroka oraz ustawy organiczne. W sprawach ważności wyborów do Parlamentu orzeka Sąd Konstytucyjny (art.62, art.63, art.132). 

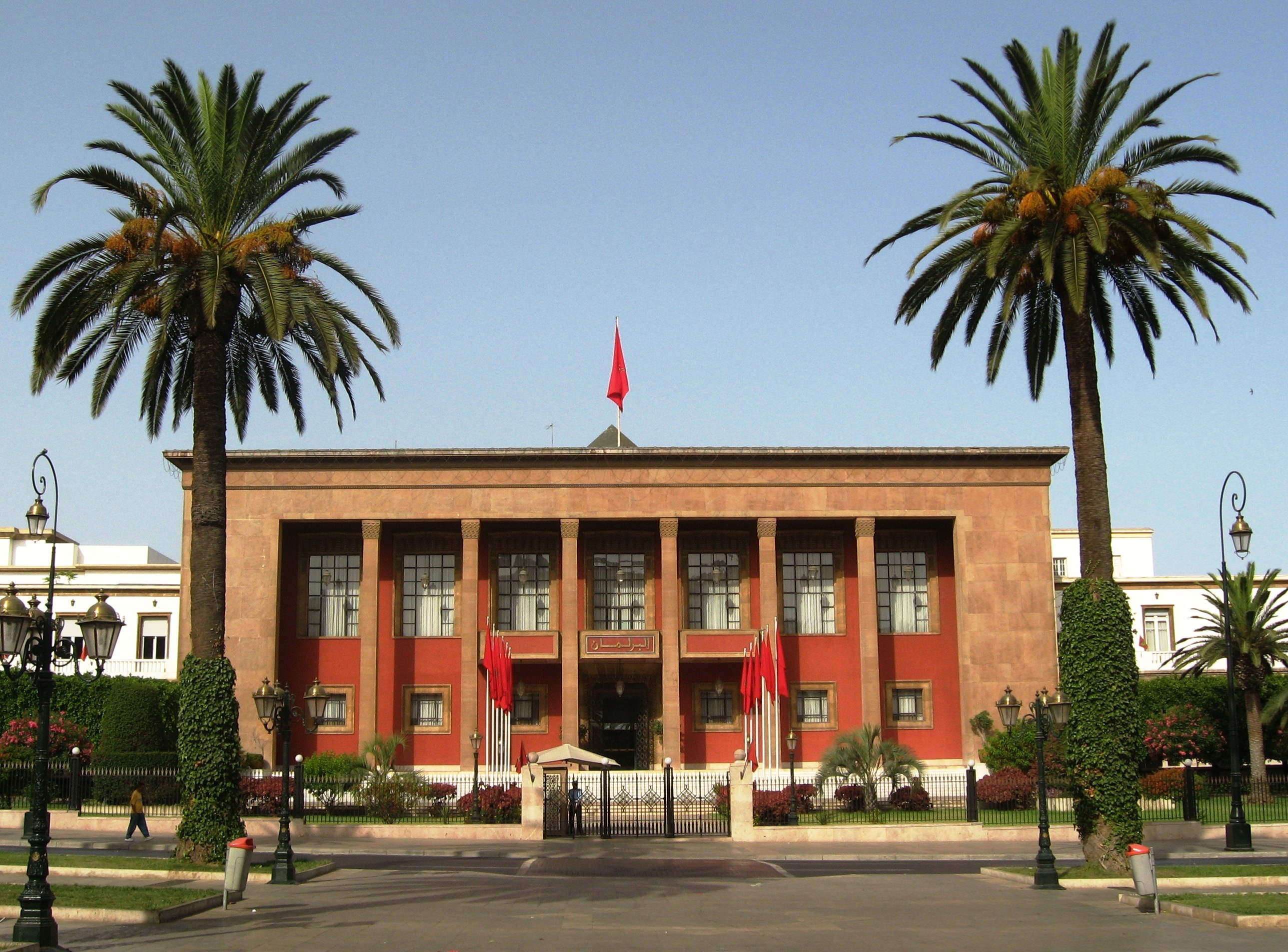
Gmach parlamentu w Rabacie

Gmach Parlamentu znajduje się w Rabacie przy Alei Muhammada V.
Parlament obraduje podczas dwóch sesji w roku. Pierwszą sesja, rozpoczyna się w drugi piątek października natomiast druga otwierana jest w drugi piątek kwietnia. Jeśli Parlament obradował co najmniej cztery miesiące w trakcie każdej z sesji, jej zamknięcie może zostać ogłoszone w drodze dekretu. Ponadto parlament może zostać zwołany na sesję nadzwyczajną w drodze dekretu, na wniosek 1/3 członków Izby Reprezentantów lub na wniosek większości Izby Radców oraz sytuacjach wyjątkowych jak na przykład wizyta głowy innego państwa. Nadzwyczajne sesje Parlamentu pracują zgodnie z przyjętym na dany dzień porządkiem obrad. Po zrealizowaniu porządku dziennego, sesja zamykana jest w drodze dekretu (art. 66, art.67, art. 68).
Posiedzenia Izb Parlamentu są jawne. Pełne sprawozdanie z debat jest publikowane w „Biuletynie urzędowym” Parlamentu. Każda z Izb na wniosek Szefa Rządu lub 1/3 swoich członków może obradować z wyłączeniem jawności. Posiedzenia komisji parlamentarnych są niejawne. Regulamin wewnętrzny każdej z Izb określa przypadki i zasady na jakich Komisje mogą obradować jawnie. Warunki i zasady przebiegu tych posiedzeń określają regulaminy Izb (art.68).
Parlamentarzyści  nie mogą być ścigani, poszukiwani, zatrzymani lub sądzeni w związku z wygłoszoną przez nich opinią lub głosowaniem w trakcie wykonywania mandatu, z wyjątkiem przypadków, gdy wygłoszona opinia godzi w monarchiczną formę państwa albo religię muzułmańską lub stanowi naruszenie szacunku należnego Królowi (art.64).
Konstytucja przewiduje możliwość rozwiązania przez Króla jednej lub dwóch Izb Parlamentu po spełnieniu odpowiednich warunków przewidzianych w ustawie zasadniczej. Do warunków tych należą: zasięgnięcie opinii Prezesa Sądu Konstytucyjnego, poinformowanie Szefa Rządu oraz Przewodniczących obu Izb Parlamentu. Rozwiązanie następuje po wygłoszeniu przez Króla orędzia do Narodu, natomiast wybory do nowego Parlamentu lub Izby po upływie dwóch miesięcy od ich rozwiązania. W przypadku rozwiązania jednej z Izb, nowo wybrana Izba nie może zostać rozwiązana wcześniej niż po upływie roku, chyba że w nowo wybranej Izbie Reprezentantów nie ma większości rządowej. Wyjątek stanowi sytuacja, w której na mocy dekretu, Król wprowadzi stan wyjątkowy. Podczas wykonywania kompetencji wynikających ze stanu wyjątkowego, Król nie może rozwiązać Parlamentu (art. 51, art. 59, art. 96, art. 97, art. 98).
Król może polecić obu Izbom Parlamentu ponowne rozpatrzenie każdego projektu i propozycji ustawy. Wezwanie do ponownego rozpatrzenia przyjmuje formę polecenia. Wykonania tego polecenia nie można odmówić (art. 95).
Do kompetencji Parlamentu należy uchwalenie ustawy budżetowej, głosowanie nad wydatkami na niezbędne inwestycje w dziedzinie rozwoju, przeznaczone na realizację ustalonych przez rząd planów strategicznego rozwoju i planów wieloletnich, o których rząd informuje Parlament. Zatwierdzone w ten sposób wydatki są automatycznie aktualizowane w okresie obowiązywania tych planów i programów (art.75).
Na mocy specjalnej ustawy Parlament może upoważnić rząd, na czas oznaczony i w ściśle określonym celu, do uregulowania w formie dekretu spraw należących do wyłącznej materii ustawowej. Aby takowe dekrety miały moc prawną muszą być spełnione odpowiednie warunki określone w ustawie zasadniczej oraz ustawie upoważniającej (art. 70). 